# Interkonnektor
Interkonnektor oder Grenzkuppelstelle bezeichnet allgemein Übergabepunkte bzw. Leitungen über Ländergrenzen hinweg, hauptsächlich bei Stromnetzen, aber auch bei Gasleitungen. Die Erdgaspipeline-Verbindung zwischen Großbritannien und Belgien wurde kurzerhand Interconnector getauft. Transeuropäische Netze werden von der EU vor allem im Verkehrsbereich gefördert.

## Europäischer Strommarkt
Die verschiedenen nationalen Übertragungsnetzbetreiber (ÜNB) haben Transitkapazitäten für den grenzüberschreitenden Stromhandel bereitgestellt, meist als Drehstrom-Hochspannungs-Übertragung, teilweise als Hochspannungs-Gleichstrom-Übertragung. In Deutschland steuert das Energieleitungsausbaugesetz den Stromnetzausbau.
Die landgestützten Interkonnektoren sind übliche Stromleitungen und bestehen teils seit Jahrzehnten. Größere Projekte dienen zur Verlegung von Seekabeln. Beispiele dafür sind die Seekabel NorGer und NordLink durch die Nordsee zur Verbindung der Stromnetze Norwegens und Deutschlands, Kontek von Deutschland nach Dänemark, von dort nach Schweden (Kontiskan) und Norwegen (HGÜ Cross-Skagerrak).
Offshore-Windparks sind teils direkt miteinander verbunden: ein deutsch-dänisches Seekabel (400 MW) namens Combined Grid Solution verbindet die dänische Region Sjælland auf einer Länge von zwei Mal 25 Kilometern mit Mecklenburg-Vorpommern, vereinfacht den grenzüberschreitenden Handel mit Elektrizität (ein Beitrag zur Versorgungssicherheit) und verbindet drei bestehende und geplante Windparks in der Ostsee.
Weitere Seekabel sind NorNed zwischen Norwegen und den Niederlanden, Baltic Cable zwischen Schweden und Deutschland sowie BritNed zwischen Großbritannien und den Niederlanden.

## Deutschland
Deutschland ist seit der verspäteten Verbindung mit Belgien mit allen neun Nachbarländern durch leistungsfähige landgestützte Stromkabel vernetzt, wobei mit Luxemburg eine gemeinsame Preiszone (DE-LU) gebildet wird, bedingt durch das am Grenzfluss gelegene Pumpspeicherwerk Vianden, welches aus rheinischen Kohlekraftwerken gespeist wird. Österreich ist 2018 aus dem vormaligen Strompreisverbund (DE-AT-LU) ausgeschieden, einige Kraftwerke bleiben dem deutschen Netz direkt zugeordnet. Zudem ist Deutschland über Seekabel in der flachen Ostsee zusätzlich an das nur aus Inseln bestehende östliche Dänemark angeschlossen und an Südschweden. Über längere HGÜ-Kabel in der Nordsee wurde Norwegen angebunden, eine 700 Kilometer lange Verbindung mit England ist im Bau.
Gemäß Monitoringbericht 2017 der Bundesnetzagentur betrug die Übertragungskapazität über alle deutschen Grenzkuppelstellen hinweg 24.125 MW (Import- und Exportkapazitäten) im Jahr 2016. Das insgesamt über die Grenzen gehandelte Volumen im realisierten Stromaustausch betrug 78,1 TWh, mit Importen von 13,1 TWh und Exporten von 65 TWh, somit war ein deutscher Exportsaldo von 51,9 TWh in 2016 zu beobachten.
Im Jahr 2023 wurden durch Grenzüberschreitenden Stromhandel gemäß Energy Charts am Ostermontag nachmittags im Maximum 19 Gigawatt exportiert, das Importmaximum von 17 GW trat an einem Augustmorgen auf.
Die meisten Interkonnektoren sind landgestützt, etwa die Westküstenleitung zur westlichen Regelzone DK1 von Dänemark, zu dem auch das Netz der Stadtwerke Flensburg gehört. Deutschland hatte jedoch ca. ein Jahrhundert lang keine Hochspannungsverbindung zum Nachbarland Belgien, zumal zwischen den Weltkriegen, im Zeitraum von Planung und Bau der wichtigsten Hochspannungsleitungen, die Planungssicherheit dort nicht gegeben war da ab 1919 die Abtrennung von deutschen Gebieten vorgesehen war, welche 1925 vollzogen wurde, wodurch Ostbelgien entstand. Der Lückenschluss wurde erst Ende 2020 durch ALEGrO vollzogen. Luxemburg ist bilanztechnisch direkt mit dem deutschen Stromnetz angeschlossen (Pumpspeicherwerk Vianden), für Österreich galt dies bis Herbst 2018 auch. Einige österreichische Generatoren speisen direkt ins deutsche Netz ein.
Deutschland hat Übersee-Interkonnektoren mit der Regelzone SE4 in Süd-Schweden (Baltic Cable), zum auf Inseln gelegenen Ostteil DK2 des dänischen Stromnetzes, seit Frühjahr 2021 durch NordLink auch mit der Regelzone NO2 in Südwest-Norwegen. Eine HGÜ-Verbindung von Wilhelmshaven bis England ist als NeuConnect im Bau.
Die den Strommärkten im Day-Ahead-Markt zur Verfügung gestellten Kapazitäten werden in Europa auf zwei Arten ermittelt: Entweder mittels der „Net Transfer Capacity (NTC)“-Berechnung oder durch den „Flow-Based Market Coupling (FBMC)“-Algorithmus. Die NTC-Methode basiert auf Erfahrungswerten der beteiligten Übertragungsnetzbetreiber zur Belastbarkeit der grenznahen Netzelemente. Die FBMC-Methode basiert auf einer Lastflussberechnung über alle für den Übergabebereich relevanten Netzelemente unter Berücksichtigung der Handelsergebnisse. Aufgrund der im Allgemeinen höher als bei NTC ausfallenden Ergebnisse der FBMC-Berechnung ist der Zielzustand, dass in Europa die grenzüberschreitenden Kapazitäten nach der FBMC-Methode berechnet werden. Die bislang nach NTC betriebenen Interkonnektoren werden nach und nach umgestellt.
Import, Entwicklung der mittleren verfügbaren Übertragungskapazität (netto) in MW aus deutschen Nachbarländern in den Jahren 2012 bis 2022
| NTC-basiert | NTC-basiert | NTC-basiert | NTC-basiert | NTC-basiert | NTC-basiert | NTC-basiert | NTC-basiert | NTC-basiert | NTC-basiert | NTC-basiert | NTC-basiert |
|             | 2012        | 2013        | 2014        | 2015        | 2016        | 2017        | 2018        | 2019        | 2020        | 2021        | 2022        |
| ----------- | ----------- | ----------- | ----------- | ----------- | ----------- | ----------- | ----------- | ----------- | ----------- | ----------- | ----------- |
| CH → D      | 4000        | 4000        | 4000        | 4000        | 4000        | 4000        | 3888,25     | 3491,04     | 3708        | 3629        | 3946        |
| CZ → D      | 1380,14     | 1260,63     | 1361,16     | 1233,11     | 1295        | 1289,89     | 1442        | 1416,35     | 1421        | 1376        | 1596        |
| DK → D      | 1334,16     | 1192,55     | 1054,16     | 777,95      | 731,03      | 1026,8      | 1465,57     | 1782,23     | 1901        | 2644        | 2888        |
| FR → D      | 1800        | 1790,46     | 1798,45     | 1800        |             |             |             |             |             |             |             |
| NL → D      | 2314,83     | 2291,11     | 2257,17     | 2123,76     |             |             |             |             |             |             |             |
| NO → D      |             |             |             |             |             |             |             |             | 23          | 669         | 955         |
| PL → D      | 1301,12     | 1260,63     | 1361,16     | 1233,11     | 1260,41     | 1301,82     | 1358,29     | 1249,22     | 1415        | 1376        | 1355        |
| SE → D      | 457         | 481,65      | 447,6       | 275,15      | 411,41      | 415,26      | 450,39      | 533,56      | 516         | 548         | 530         |

| Flow-Based | Flow-Based | Flow-Based | Flow-Based | Flow-Based | Flow-Based | Flow-Based | Flow-Based | Flow-Based |
|            | 2015       | 2016       | 2017       | 2018       | 2019       | 2020       | 2021       | 2022       |
| ---------- | ---------- | ---------- | ---------- | ---------- | ---------- | ---------- | ---------- | ---------- |
| AT → D*    |            |            |            | 4999,43    | 5080,67    | 5028       | 4945       | 5477       |
| BE → D     |            |            |            |            |            | 572        | 922        | 987        |
| CZ→ D      |            |            |            |            |            |            |            | 4906       |
| FR → D     | 3765,66    | 4011,4     | 3763,79    | 4323,96    | 3748       | 4810       | 5299       | 6588       |
| NL → D     | 2799,57    | 2225,46    | 2345,85    | 2504,17    | 3246,32    | 3561       | 4111       | 4033       |
| NO → D     |            |            |            |            |            |            |            | 2734       |

* Gebotszonenteilung DE/AT im Oktober 2018
Export, Entwicklung der mittleren verfügbaren Übertragungskapazität (netto) in MW zu deutschen Nachbarländern in den Jahren 2012 bis 2018
|        | NTC      | NTC      | NTC      | NTC      | NTC      | NTC      | NTC      |
|        | 2012     | 2013     | 2014     | 2015     | 2016     | 2017     | 2018     |
| ------ | -------- | -------- | -------- | -------- | -------- | -------- | -------- |
| D → PL | 600,66   | 665,67   | 660,59   | 430,92   | 140,53   | 604,14   | 1.002,97 |
| D → CZ | 997,21   | 665,65   | 660,59   | 430,92   | 139,44   | 580,21   | 1.235,23 |
| D → DK | 1.422,47 | 1.468,68 | 1.471,46 | 1.432,42 | 1.830,73 | 1.901,86 | 1.850,68 |
| D → CH | 895,63   | 964,72   | 1.094,23 | 1.373,39 | 1.469,64 | 1.501,23 | 1.394,25 |
| D → SE | 375,72   | 312,45   | 323,25   | 158,83   | 350,61   | 248,32   | 232,39   |

|          | NTC      | NTC      | NTC      | NTC      | Flow-Based | Flow-Based | Flow-Based | Flow-Based |
|          | 2012     | 2013     | 2014     | 2015     | 2015       | 2016       | 2017       | 2018       |
| -------- | -------- | -------- | -------- | -------- | ---------- | ---------- | ---------- | ---------- |
| D → NL   | 2.276,65 | 2.220,70 | 2.231,18 | 2.026,58 | 3.264,45   | 3.080,11   | 2.917,94   | 3.212,04   |
| D → FR   | 2.603,07 | 2.562,95 | 2.472,18 | 2.356,27 | 3.147,91   | 3.179,63   | 3.545,89   | 4.995,58   |
| D → AT * |          |          |          |          |            |            |            | 5.051,92   |

* Gebotszonenteilung DE/AT im Oktober 2018